# 362
Cette page concerne l'année 362  du calendrier julien. Pour l'année 362 av. J.-C., voir 362 av. J.-C. Pour le nombre 362, voir 362 (nombre).
L'année 362 est une année commune qui commence un mardi.

## Événements
- 4 février : l'empereur Julien proclame un édit de tolérance envers toutes les religions[1].
- 21 février : après la mort de son compétiteur Georges de Cappadoce, massacré par la population, Athanase retourne à Alexandrie. Il est de nouveau expulsé par Julien le 24 octobre[2].
- Printemps : synode d'Alexandrie, dit des « Confesseurs » présidé par Athanase, qui cherche à réconcilier les partisans du symbole de Nicée en conflit et remet en honneur la Trinité[2]. Les pères présent signent le Tome aux Antiochiens qui proclame la vérité de la personne du Saint-Esprit, qui distinct du Père et du Fils est consubstantiel à tous les deux. Il y a une seule ousie ou essence en Dieu et trois hypostases ou personnes[3].
- 17 juin[4] : l'empereur Julien publie un édit interdisant aux chrétiens l'enseignement de la rhétorique et de la grammaire.
- 19 juillet : Julien est à Antioche[4]. Il réunit un corps expéditionnaire de 65 000 hommes pour envahir la Perse[5].
- 22 octobre : incendie du temple d'Apollon à Daphné, près d'Antioche[4].
- Octobre : lors de son séjour à Antioche, Julien taxe les denrées d’alimentation. La ville est alors en proie à la famine, due certainement à une mauvaise récolte et à l'arrivée de troupes nombreuses avec l'empereur (362-363). Julien accuse les citoyens riches de la ville de stocker les grains pour augmenter leurs profits et impose un cours plus bas. Les commerçants retirent alors la marchandise et ne la vendent qu'au marché noir, à des prix encore plus forts. Julien ordonne l’importation de grains de Chalcis, de Hiérapolis et d’Égypte, vendus à perte, ce qui soulage un temps les habitants, mais les plus riches achètent le blé bon marché pour le revendre à l’extérieur de la ville. Julien entre en conflit avec les notables, les menaçant de prison. L'historien Socrate blâme Julien pour avoir aggravé la famine par sa mauvaise gestion de la crise[6].

- Ambassade srilankaise auprès de Julien à Constantinople[7].

## Naissances en 362
- Mesrop Machtots, moine arménien.

## Décès en 362
- 7 août : Donat, évêque d'Arezzo.
- Octobre : Selon une tradition médiévale, martyre de Saint Élophe, de Saint Euchaire et de Sainte Libaire  pour avoir détruit les statues du sanctuaire d'Apollon à Grand (Vosges).